# Drei Frauen aus Haiti
Drei Frauen aus Haiti ist der Titel eines Erzählbandes der Schriftstellerin Anna Seghers, der 1980 veröffentlicht wurde. Erzählt werden die fiktiven Geschichten der Haitianerinnen Toaliina, Claudine und Luisa im Zusammenhang mit drei Ereignissen aus der Geschichte Haitis vom Beginn des Kolonialzeitalters bis zum Ende der Duvalier-Diktatur.

## Überblick
Die drei Erzählungen über die Schicksale der Revolutionärinnen Toaliina, Claudine und Luisa spielen in verschiedenen Zeiten und beziehen sich auf historische Ereignisse: 1. Der Beginn der spanischen Eroberung im 15. Jh. 2. Die Aufstände in Folge der Französischen Revolution unter Führung Toussaints im ausgehenden 18. Jh. 3. Die Duvalier-Diktatur in den 1970er Jahren.

## Erste Geschichte Das Versteck
Die Geschichte Toaliinas ist in den historischen Rahmen der Kolumbuszeit eingekleidet Christoph Kolumbus hat den Auftrag, auf seiner dritten Rückfahrt von Haiti nach Spanien Königin Isabella zwölf anmutige junge Tänzerinnen zu bringen. Die schönen Haitianerinnen sollen an ihrem Hof erzogen und dann an verdienstvolle Adlige verschenkt werden. Als das Admiralsschiff ausläuft, springen die Mädchen ins Meer. Offenbar hat der Bruder des Häuptlings, der den Spaniern misstraut, bei seinem Besuch an Bord die Mädchen vor der Überfahrt gewarnt. Die meisten werden wieder eingefangen, nach Spanien gebracht und dort wie geplant verschenkt oder versklavt.
Toaliina, die Schönste von ihnen, erreicht das Ufer und wird dort von einer alten Frau erwartet, die sie in ihrer Höhle versteckt. Sie ist die Mutter Tschanangis, der als Freund des Häuptlingsbruders ein Versteck ausgesucht hat, wo Toaliina vor Verfolgungen sicher ist. Trotz ihrer Sehnsucht nach dem Meer wird sie hier ihr Leben verbringen: Tschanangi und sie verlieben sich und haben zusammen Kinder. Die alte Frau stirbt. Tschanangi kommt von seinen Ausflügen nicht mehr in die Höhle zurück. Sein Freund erklärt Toaliina sein Ausbleiben. Er wurde gefangen genommen und muss in einem Goldbergwerk arbeiten. Er flieht in ein westliches Gebirge, in dem der Häuptling Bujarda herrscht. Er kämpft gegen die Spanier, wird verwundet und von einer Frau gesund gepflegt, mit der er dann zusammenlebt. Währenddessen wird sein Freund Toaliinas zweiter Mann und sie gebärt wiederum zwei Kinder, die im Laufe der Zeit die Höhle verlassen und deren Schicksal ungewiss ist. Auf der Nahrungssuche wird der Mann von Wächtern entdeckt und gefoltert, aber er verrät nicht das Versteck, in dem seine Frau allein zurückbleibt. Eines Tages reißt eine Sturmwelle das Küstengebirge mit der Höhle weg und Toaliina krallt sich an einen Felsbrocken. Mit den Sätzen: „[S]ie fühlte, daß das Meer ihr half, mit dem sie von klein auf vertraut war. Sie wußte, ihre Flucht war geglückt.“ endet die Erzählung.
Während Toaliinas Leben in der Höhle von Welt abgetrennt abläuft, werden im Kontrast dazu die historischen Ereignisse dieser Zeit eingeblendet: Die Absetzung Kolumbus als Gouverneur, seine Begnadigung und weitere Fahrten. Der Widerstand der Haitianer gegen die spanischen Truppen, als sie merken, dass diese keine Götter sind, sondern ihr Gold rauben wollen. Die Information der Königin Isabella durch ihre kirchlichen Beamten, dass Menschenhandel und Sklaverei mit der Heiligen Schrift vereinbar seien. Am spanischen Hof lösen sich Trauerfeierlichkeiten und Hochzeiten ab. Eine spanisch-niederländische Hausmacht entsteht.

## Zweite Geschichte Der Schlüssel
Die in Frankreich spielende Rahmenhandlung umschließt eine Binnenerzählung. Im ersten Teil baut eine Truppe haitianischer Arbeiter im französischen Jura-Gebirge eine neue Straße. Unter ihnen ist der schwarze Amédée, der eine Schnur mit einem Schlüssel um den Hals trägt. Zur Zeit der Französischen Revolution sind er und seine Frau Claudine mit einem Schiff nach Frankreich gekommen. Bei ihrer Ankunft erfuhren sie vom Staatsstreich Napoleons, der auf Haiti die Herrschaft Toussaints beendete und den Revolutionsführer in der Festung Joux gefangen setzte. Darauf bemühte sich Amédée um eine Anstellung beim Straßenbau, um ständig die Festung mit der Zelle seines Idols vor Augen zu haben. Das aufblinkende Licht in Toussaints Zimmer versteht er als Zeichen, das Touissaint ihm, seinem treuen Anhänger, gibt, und ahnt nicht, dass es die Lampen der Wächter sind, die den Raum durchsuchen.
Der Abschluss der Rahmenhandlung spielt nach Toussaints Tod. Er stirbt am Ende des Winters und wird auf der Festung beerdigt. Weltweit trauert man um den Revolutionär. Der „Club der Schwarzen“ sammelt Geld für ein Denkmal. Toussaints Sohn lässt den Leichnam nach Bordeaux überführen und auf dem Friedhof der Stadt beisetzen. Amédée und Claudine folgen ihm, um sein Grab besuchen zu können, und finden in der Stadt Gleichgesinnte, die ihnen Unterkunft und Arbeit geben. Amédée erlebt noch die Niederlage Napoleons in Russland. Er wird in der Nähe seines Führers begraben. Als man ihm den Schlüssel von der Brust nehmen wollte, sagte Claudine: „Amédée soll ihn tragen bis zur Auferstehung aller Sklaven der Welt.“
Im Mittelteil erzählt Claudine ihrer Freundin Sophie in ihrer Unterkunft im Jura die Geschichte des Schlüssels: Auf Haiti war sie Sklavin im Haus der Gutsbesitzerfamilie Evremont. Weil sie eine Vase zerbrach, wurde sie zur Strafe in ein Wandgefängnis, ein Kämmerchen neben dem Salon mit einer Gittertür, eingeschlossen. An diesem Tag war ein französischer Kommissar gelandet, um die Güter der Adligen zu enteignen und dem Volk die Herrschaft zu geben. Auf den Kaffeeplantagen weigerten sich daraufhin die Afrikaner zu arbeiten. Als die Nachricht die Evremonts erreichte, brach Panik aus und sie flohen zur Küste, während die Schwarzen das Haus plünderten und in Brand steckten. Niemand hörte die Schreie Claudines, nur Amédée kümmerte sich um sie, holte den Schlüssel von der Aufseherin und befreite sie. Die Revolution breitete sich aus. Der Führer Toussaint ritt mit seinem Trupp von einem Gut zum anderen und die Arbeiter zogen in die Häuser ihrer Herren ein. Unter seinen Anhängern waren Claudine und Amédée, der den Schlüssel um den Hals trug und die Geschichte der Befreiung Claudines Toussaint erzählte.

## Dritte Geschichte Die Trennung
Die Geschichte spielt während der Diktatur Jean-Claude Duvaliers, genannt Bébé Doc, der mit seiner Miliz, Tonton Macoute, die außergesetzlich mit Verhaftungen und Folter und mit ihrem Image, mit Voodoo-Kräften in Verbindung zu stehen, die Macht des Präsidenten sichert. Gegen die Herrschaft hat sich ein oppositionelles Untergrundnetz gebildet. Christobal, der Freund der Hauptfigur, gehört dazu, ebenso der schwarze Kellner Juan, bei dem in einem Café gegenüber dem afrikanischen Museum die Informationen zusammenlaufen, und seine Tochter Susanna. Christobal gelingt es, nachdem man seinen Freund Paolo verhaftet hat, vor seiner Festnahme auszureisen und über Mexiko und Florida nach Kuba zu fliehen, um dort zu studieren und nach zwei Jahren als Lehrer zurückzukehren. Luisa, Angestellte beim Kaufmann Lopez, hat sich von ihm am Kai von San Anton verabschiedet und ihre Freundin, die Lehrerin Sophia, prophezeit ihr, dass sie ihn nicht wiedersehen wird, und warnt sie zu ihrem und seinem Schutz: „Sogar, wenn du ihn irgendwo siehst, hast du ihn nicht gesehen.“
Jahre später hört Luisa von ihrem Arbeitsplatz aus eine Unterhaltung zwischen Lopez und Christobal im Nebenraum und erfährt, dass ihr Freund mit Mania, einer schönen Frau aus reichem Elternhaus, verheiratet ist und dadurch die Partei und sein „gequältes Land“ unterstützen kann, z. B. durch eine neue Bibliothek. Bald darauf durchsucht die Geheimpolizei viele Gebäude der Stadt und zerstört die Bücherei. Luisa wird vor der Bibliothek, als sie Christobal und Mania heimlich beobachtet, verhaftet, gefoltert und in eine Zelle auf der Halbinsel San Jago geworfen, aber sie verrät Christobal nicht. Dieser kann durch seine Verbindungen mit einem Schiff das Land verlassen und nach Frankreich reisen. Bei der Latrinenreinigung erfährt Luisa von einer Mitgefangenen das Gerücht vom bevorstehenden Tod des Diktators. Es kommt zu Unruhen. Aufständische sprengen die Gefängnistore und befreien die Gefangenen, aber Luisa wird vorher von den Wächtern aus Angst, sie zu verraten, durch Schläge entstellt in eine Geheimzelle gesperrt.
Der aus Paris zurückgekehrte Christobal und Juan marschieren mit den Demonstranten durch die Stadt und feiern die Befreiung. Juan erinnert ihn an Luisa, an die er sich kaum mehr erinnert. Als er von ihrer Inhaftierung erzählt, meldet sich bei Christobal das Gewissen. Sie durchsuchen das Gefängnis und entdecken die Toten und Verstümmelten. Juan erkennt Luisa an ihren Fingern und bringt sie in seine Hütte. Dort pflegt sie Susanna und Christobal kümmert sich um sie. Das Leben auf Haiti beruhigt sich wieder, die zukünftige politische Entwicklung ist offen. Christobal wird Schulleiter. In der Bibliothek kann man bis vor kurzem verbotene Bücher ausleihen. Luisa erholt sich und kann ein bisschen Juans Frau im Haushalt helfen, aber sie ist ein Pflegefall und ihr Gesicht bleibt verzerrt. Als sie bemerkt, dass Christobal und Susanna sich mögen, sagt sie ihnen, sie werde ein „geschundene[s], zerquetschte[s] Geschöpf“ bleiben, aber ohne Freude könne man nicht leben und Christobal und Susanna brauchten einander. „Es wäre für [sie] ein großes Glück, [sie] könnte in [ihrer] Nähe bleiben.“ Luisa erklärt Juan, der anfangs dagegen war, dass seine Tochter Christobals Frau wird: „Es gibt eine Freude, die aus dem Menschen nach außen dringt, dadurch kann sie ihn auch erregen und froh machen.“ Als Luisa schließlich an den Folgen der Folter stirbt, „bekam [sie] einen stolzen Begräbniszug, an dem alle teilnahmen, die ihre Gedanken geteilt hatten, und solche, in denen beim Mitgehen diese Gedanken zu keimen begannen.“

## Rezeption
Die Rezensenten registrieren bei dem letzten Werk der Autorin im Vergleich zu den früheren Erzählungen vor allem die inhaltlichen und formalen Veränderungen: Bei der Akzentuierung des Revolutionsthemas stehen Frauen als Opfer der Gewaltherrschaft, als Stützen des revolutionären Bewusstseins und als Sinnbilder der „Auferstehung aller Sklaven der Welt“ im Zentrum. Beschrieben werden v. a. ihre harten bitteren Schicksale, die Seghers nach Meinung Diersens zu Heiligenlegenden stilisiert: Toaliinas Überdauern in der Höhlen-Einsiedelei, Claudines Verehrung des Revolutionsführers und ihre Pflege des reliquienhaften Grabes, Triumph der Liebe und die entsagende Selbstlosigkeit Luisas, deren trauriges Schicksal durch den „stolzen Begräbniszug“ versöhnlich ausklingt. In diesem Zusammenhang wird auch gefragt, ob die Autorin mit ihren äußerst konzentrierten, nur schwer zugänglichen Texten „die seit längerem zu beobachtende Tendenz zur Verknappung die Grenze überschritten habe, wo man mitvollziehen kann“. Hier sind die Literaturkritiker und Leser geteilter Meinung. Während Kaufmann z. B. dieser Beurteilung widerspricht, diagnostiziert Zehl sogar einige masochistische Züge, v. a. in „Die Trennung“.
Ein Hauptthema literaturwissenschaftlicher Untersuchungen ist die Einordnung des Erzählbandes in das Gesamtwerk der Autorin, z. B. mit Hinweis auf die „Karibischen Geschichten“, und die Frage nach Kontinuität oder Bruch. Hierzu gibt es in der Forschung unterschiedliche Interpretationen:
Wagner schreibt, dass in den drei Erzählungen das Bergende und Tröstende der früheren Romane der Autorin zurücktritt, dass man sie jedoch bruchlos in das Welt- und Revolutionsbild einordnen kann, mit der Rangordnung: erst kommt die Bewegung, dann der Mensch. Dagegen ist nach Sonja Hilzinger Seghers Œuvre eine Chronik gescheiterter Kämpfe um ein besseres Leben auf Grund der immanenten Problematik des Revolutionsbegriffes und seiner Umsetzung. Auch Schrade sieht die Auseinandersetzung der Autorin mit dem Scheitern der Revolution als Hauptthema der drei Geschichten. Seghers verbinde das Revolutionsthema mit der neuen Fragestellung, was aus einem Menschen wird, der nicht mehr mit seinesgleichen kommunizieren kann. Die Antwort der Erzählungen sei äußerst konsequent: Es folgt die vollständige Isolierung und Vereinsamung sowie der Verlust der Identität. Toallina sinke auf eine beinahe tierische Stufe der Natur herab. „So sieht in dieser Erzählung das wirkliche Schicksal eines Menschen aus, der in der Geschichte seines Volkes als Freiheitskämpfer verehrt wird.“ In der zweiten und dritten Geschichte sieht Schrade die Nivellierung der Individualität. Claudine zeige, wie ihr Mann, eine naive unreflektierte Bindung an eine Führergestalt. Daraus könne der Leser den zwar im Text nicht ausgesprochen Schluss ziehen, die Entfremdung der menschlichen Beziehung sei die Voraussetzung erfolgreicher revolutionärer Tätigkeit. Luisas körperliche individuelle Selbstaufgabe für das Glück anderer und die Freude daran demonstriere, dass das Streben nach Freiheit und Gerechtigkeit nur eine Chance auf Verwirklichung hat, wenn einzelne Menschen ihr Glücksverlangengegen ihre ureigenste Natur zurückstellen.
Im Gegensatz zu dieser Interpretation spricht Kaufmann den Frauengestalten eine souveräne Haltung gegenüber der „zermalmenden Gewalt der Geschichte“ zu.
Albrecht möchte seine Interpretation aus der Fragestellung nach einer letzten desillusionierenden Botschaft der Autorin lösen und konzentriert sich auf eine genaue Textanalyse. Danach sieht er in den „Drei Frauen aus Haiti“ keine grundsätzliche Neubewertung der revolutionären Haltung. In der zweiten Geschichte bewahren die Protagonisten die Idee der Revolution und die letzte Geschichte endet mit einer Hoffnung auf die „keimenden Gedanken“ der Menschen, die sich noch nicht der Bewegung angeschlossen haben. Die dargestellten Frauenschicksale seien nicht Seghers letztes Wort, sie habe während dieser Publikation bereits an einem anderen Buch gearbeitet. Im gesamten Werk der Autorin habe es ähnliche Motive mit einer Dialektik Enge – Weite, Geborgenheit – Gefangenschaft, Vergessen – Erinnern gegeben. Die Härte und Schwermut der Darstellung deutet er im biographischen Zusammenhang. Sie wiesen auf Wandlungen im dichterischen Subjekt hin. In den Geschichten habe Seghers sehr Persönliches, die Gefühle eines alten Menschen, seine Lebensbilanz, das Scheitern von Hoffnungen, eingearbeitet, z. B. die Anspielung auf ihren Verkehrsunfall 1943 in Mexiko und ihren langen Krankenhausaufenthalt in der Luisa-Geschichte.